# Microbrotula rubra
Microbrotula rubra är en fiskart som beskrevs av Gosline, 1953. Microbrotula rubra ingår i släktet Microbrotula och familjen Bythitidae. Inga underarter finns listade i Catalogue of Life.